# Lee Yuen Yin
Lee Yuen Yin, född 16 juli 1989, är en hongkongsk roddare. 
Lee Yuen Yin tävlade för Hongkong vid olympiska sommarspelen 2016 i Rio de Janeiro, där hon tillsammans med sin syster Lee Ka Man slutade på 16:e plats i lättvikts-dubbelsculler.